# Hans Lipschis
Hans Lipschis (7 de noviembre de 1919–16 de junio de 2016) fue un exmiembro de las Waffen-SS que trabajaron en el campo de concentración de Auschwitz durante la Segunda Guerra Mundial. El Centro Simon Wiesenthal alega que era un guardia, y lo incluyó en el cuarto lugar en su lista de los nazis más buscados. A la edad de 93, Lipschis fue detenido el 6 de mayo de 2013 por ser cómplice de asesinato. Falleció el 16 de junio de 2016 a los 96 años por causas naturales. Él afirma que a pesar de que trabajó en Auschwitz, no era más que un cocinero.
Lipschis nació como Antanas Lipšys en Lituania en 1919 en una familia protestante.